# Søren Mussmann
Søren Mussmann (Haderslev, 29 giugno 1993) è un ex calciatore danese, di ruolo difensore.

## Carriera

### Club

#### Sønderjyske
Comincia a giocare in Danimarca, prima nell'Agerskov e poi nell'Haderslev, squadra della sua città. Successivamente passa alle giovanili del SønderjyskE con cui esordisce in prima squadra, non ancora diciottenne, il 29 maggio 2011 contro il Brøndby. L'esordio in coppa nazionale arriva nella stagione successiva, il 23 novembre 2011 nella vittoria esterna per 5-1 contro il Næsby. Rimane 6 stagioni ottenendo 51 presenze e 2 gol.

#### Pro Vercelli e ritiro
Il 13 luglio 2016 viene ufficializzato dalla Lega Serie B il suo trasferimento in Italia, alla Pro Vercelli. Debutta il 7 agosto in Coppa Italia nel 3-1 casalingo sulla Reggiana. L'esordio in Serie B avviene invece il 27 agosto nell'1-1 in casa contro l'Ascoli. Dopo sole 5 presenze il 17 gennaio rescinde il suo contratto. Qualche giorno dopo, in un post su Facebook, annuncia la decisione di ritirarsi dal calcio a soli 23 anni per i continui problemi fisici che minavano la sua carriera.

## Statistiche

### Presenze e reti nei club
Statistiche aggiornate al 29 ottobre 2016.
| Stagione           | Squadra            | Campionato         | Campionato | Campionato | Coppe nazionali | Coppe nazionali | Coppe nazionali | Coppe continentali | Coppe continentali | Coppe continentali | Altre coppe | Altre coppe | Altre coppe | Totale | Totale | Totale |
| Stagione           | Squadra            | Comp               | Pres       | Reti       | Comp            | Pres            | Reti            | Comp               | Pres               | Reti               | Comp        | Pres        | Reti        | Pres   | Reti   |        |
| ------------------ | ------------------ | ------------------ | ---------- | ---------- | --------------- | --------------- | --------------- | ------------------ | ------------------ | ------------------ | ----------- | ----------- | ----------- | ------ | ------ | ------ |
| 2010-2011          | SønderjyskE        | S                  | 1          | 0          | DBUL            | 0               | 0               | -                  | -                  | -                  | -           | -           | -           | 1      | 0      |        |
| 2011-2012          | SønderjyskE        | S                  | 0          | 0          | DBUL            | 1               | 0               | -                  | -                  | -                  | -           | -           | -           | 1      | 0      |        |
| 2012-2013          | SønderjyskE        | S                  | 3          | 0          | DBUL            | 1               | 1               | -                  | -                  | -                  | -           | -           | -           | 4      | 1      |        |
| 2013-2014          | SønderjyskE        | S                  | 10         | 0          | DBUL            | 1               | 0               | -                  | -                  | -                  | -           | -           | -           | 11     | 0      |        |
| 2014-2015          | SønderjyskE        | S                  | 15         | 1          | DBUL            | 1               | 0               | -                  | -                  | -                  | -           | -           | -           | 16     | 1      |        |
| 2015-2016          | SønderjyskE        | S                  | 16         | 0          | DBUL            | 2               | 0               | -                  | -                  | -                  | -           | -           | -           | 18     | 0      |        |
| Totale Sonderjyske | Totale Sonderjyske | Totale Sonderjyske | 45         | 1          | -               | 6               | 1               | -                  | -                  | -                  | -           | -           | -           | 51     | 2      |        |
| 2016-2017          | Pro Vercelli       | B                  | 4          | 0          | CI              | 1               | 0               | -                  | -                  | -                  | -           | -           | -           | 5      | 0      |        |
| Totale carriera    | Totale carriera    | Totale carriera    | 49         | 1          | -               | 7               | 1               | -                  | -                  | -                  | -           | -           | -           | 56     | 2      |        |